# ألبرت رايت (لاعب كريكت)
ألبرت رايت (1899 - 1987)  (بالإنجليزية: Albert Wright)‏ هو لاعب كريكت بريطاني (وحمل سابقاً جنسية المملكة المتحدة لبريطانيا العظمى وأيرلندا).